# Stazione di Nanasato
La stazione di Nanasato (七里駅?, Nanasato-eki) è una stazione ferroviaria situata nella città giapponese di Saitama della prefettura omonima, nel quartiere di Minuma-ku, ed è servita dalla linea Tōbu Noda delle Ferrovie Tōbu.

## Linee
Ferrovie Tōbu
● Linea Tōbu Noda

## Struttura
La stazione è realizzata in superficie, con due marciapiedi laterali serviti da due binari passanti. Il fabbricato viaggiatori è raggiungibile da una passerella sopraelevata con scale mobili e pedana per sedie a rotelle e passeggini.
| 1 | ● Linea Tōbu Noda | per Ōmiya                                                          |
| 2 | ● Linea Tōbu Noda | per Nodashi, Kasukabe, Kashiwa, Mutsumi, Shin-Kamagaya e Funabashi |

## Stazioni adiacenti
| «          | Servizio   | »          |
| Linea Noda | Linea Noda | Linea Noda |
| ---------- | ---------- | ---------- |
| Ōwada      | Locale     | Iwatsuki   |